# ダーク・フォートレス
ダーク・フォートレス（Dark Fortress）は、ドイツ・ランツフート出身のメロディックブラックメタル・バンド。

## 略歴
1994年にAsvargr、Azathoth、Njord、Charonの4人で結成。1996年にデモ・アルバム『The Rebirth Of The Dark Age』をリリースしたのち1997年2月にCromとThamüzを加えた6人で最初のライブを行う。同年、フォグ・オヴ・ジ・アポカリプス・レコードよりバラド・ドゥーアとのスプリットアルバム『Towards  Immortality』をリリースするもレコード・レーベル側からバラド・ドゥーアの国家社会主義的な思想や歌詞について知らされておらず、彼らは何度も自分たちはナショナル・ソーシャリスト・ブラックメタルバンドではない、と説明しなくてはならなかった。
1998年Thamüzが脱退しPaymonが加入。ファースト・アルバムのレコーディングを予定していたが実現せず、2000年にようやくスタジオに入り2001年にレッド・ストリーム・レコードからファースト・アルバム『Tales From Eternal Dusk』をリリース。当時既にNjordが脱退していたためCromがベースを弾いている。
『Tales From Eternal Dusk』のレコーディング後、CharonとCromが脱退。後任としてSeraphとV.Santuraが加入する。Asvargr、Azathoth、Paymon、V.Santura、Seraphと少し前に加入していたDraugのラインナップで2003年にセカンド・アルバム『Profane Genocidal Creations』をリリース。レーベルをブラック・アタック・レコードに移し、2004年に『Stab Wounds』をリリース。この後には、センチュリー・メディア・レコードと4枚のアルバムをリリースする大規模な契約を結び、2006年に4枚目のアルバム『Séance』をリリース。
2007年にAzathothが脱退する。3か月後にはV.Santura、SeraphがNoneuclidというバンドで活動を共にしており、『Séance』では一部の作曲やアレンジにも携わっていたMoreanが加入し、2008年にアルバム『Eidolon』、2010年にアルバム『Ylem』をリリースする。2014年に、新アルバム『Venereal Dawn』のリリース前に長年キーボードを務めてきたPaymonが脱退し、後任にPhenexが加入。2015年にはセンチュリー・メディア・レコードとの契約を更新した。
2018年3月27日、3月末のダーク・イースター・メタル・ミーティングのステージをもってDraugが脱退することが発表された。Draugに代わって、Secrets Of The MoonのギタリストであるArがライブ・セッションを務めている。
2019年12月、6年ぶりとなるニュー・アルバム『Spectres from the Old World』が2020年2月28日にセンチュリー・メディア・レコードからリリースされることが発表された。

## メンバー

### 現在のメンバー
- Morean - ボーカル (2007年- )
本名：フロリアン・マグヌス・マイヤー (Florian Magnus Maier)。アルカロイド、Noneuclidでも活動しているほか、本業はクラシックの作曲家である。
- V.Santura - リードギター、バッキングボーカル (2001年- )
作曲面、レコーディング、プロデュースにおける中心人物。
ランツフートにウッドシェッド・スタジオを所有しており[6]、『Ylem』以降のアルバムは彼のスタジオでレコーディングされている。トリプティコン、Noneuclidでも活動。
- Asvargr - ギター (1994年- )
結成時から在籍する唯一のメンバー。
- Phenex - キーボード (2015年- )
加入以前からPaymon不在時にはライブ・キーボーディストを務めていた。The Ruins of Beverastやサテリコン等でライブ・キーボーディストとしても活動。
- Seraph - ドラム (2001年- )
Noneuclidでも活動。

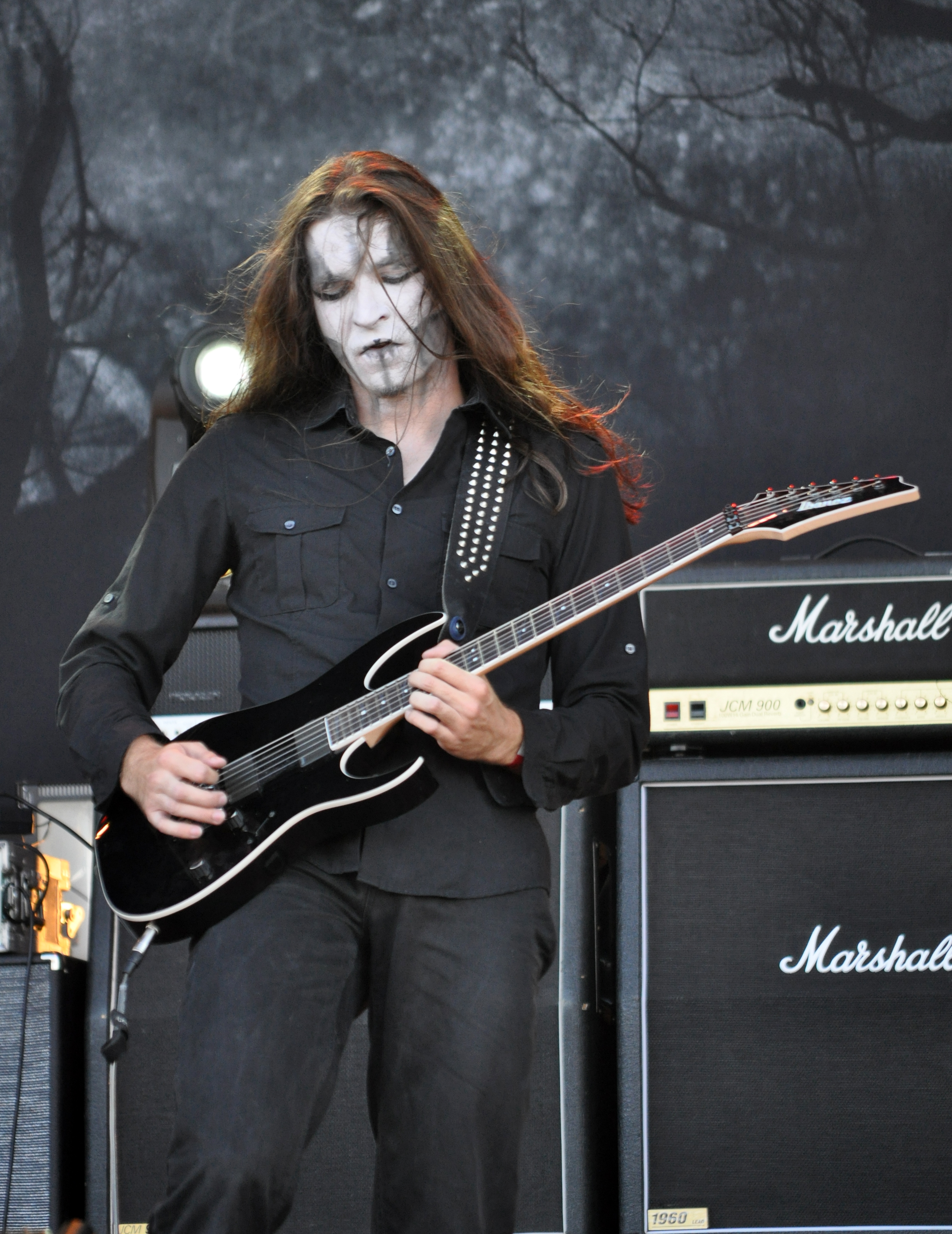
V Santura
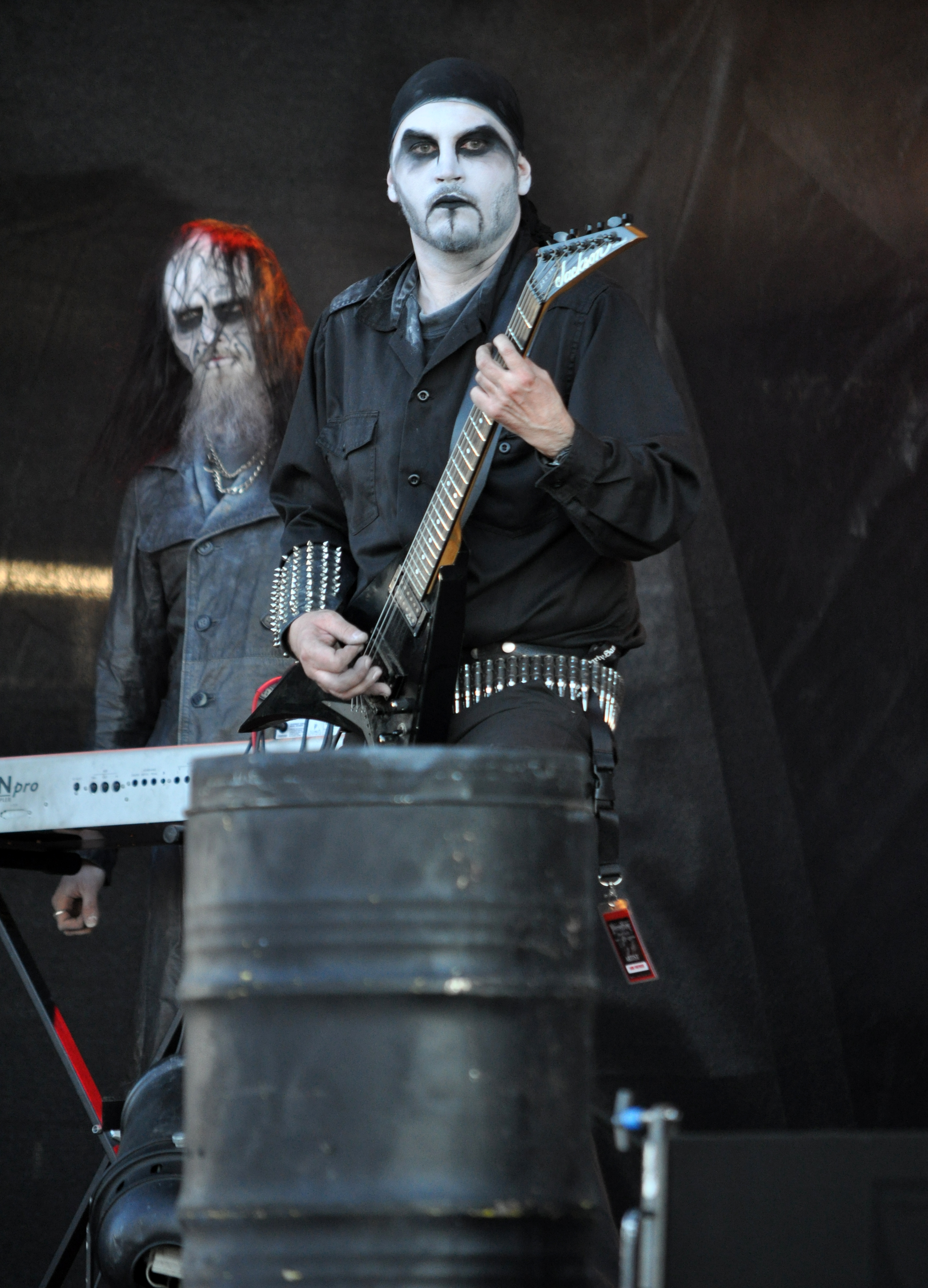
Asvargr
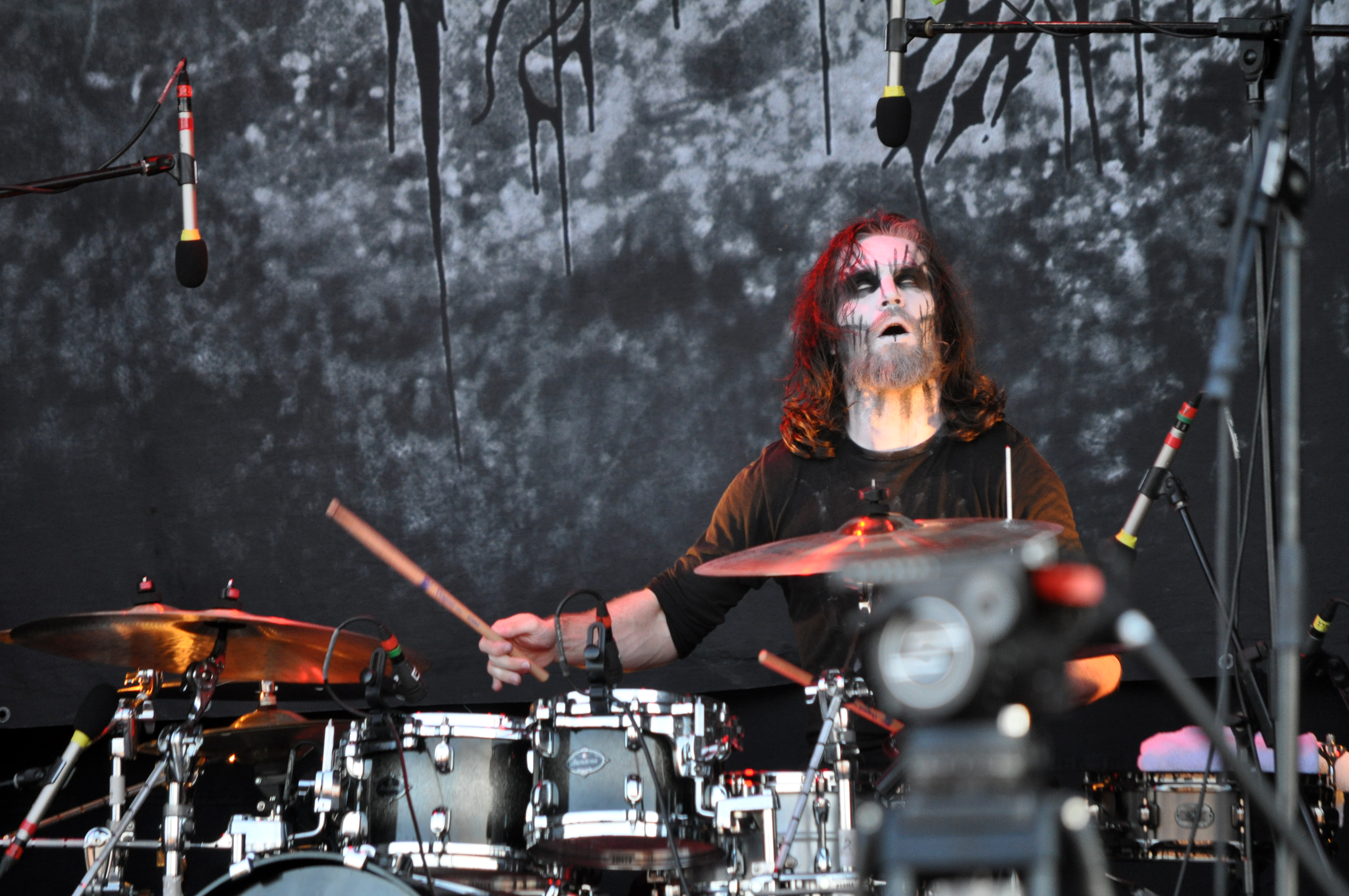
Seraph
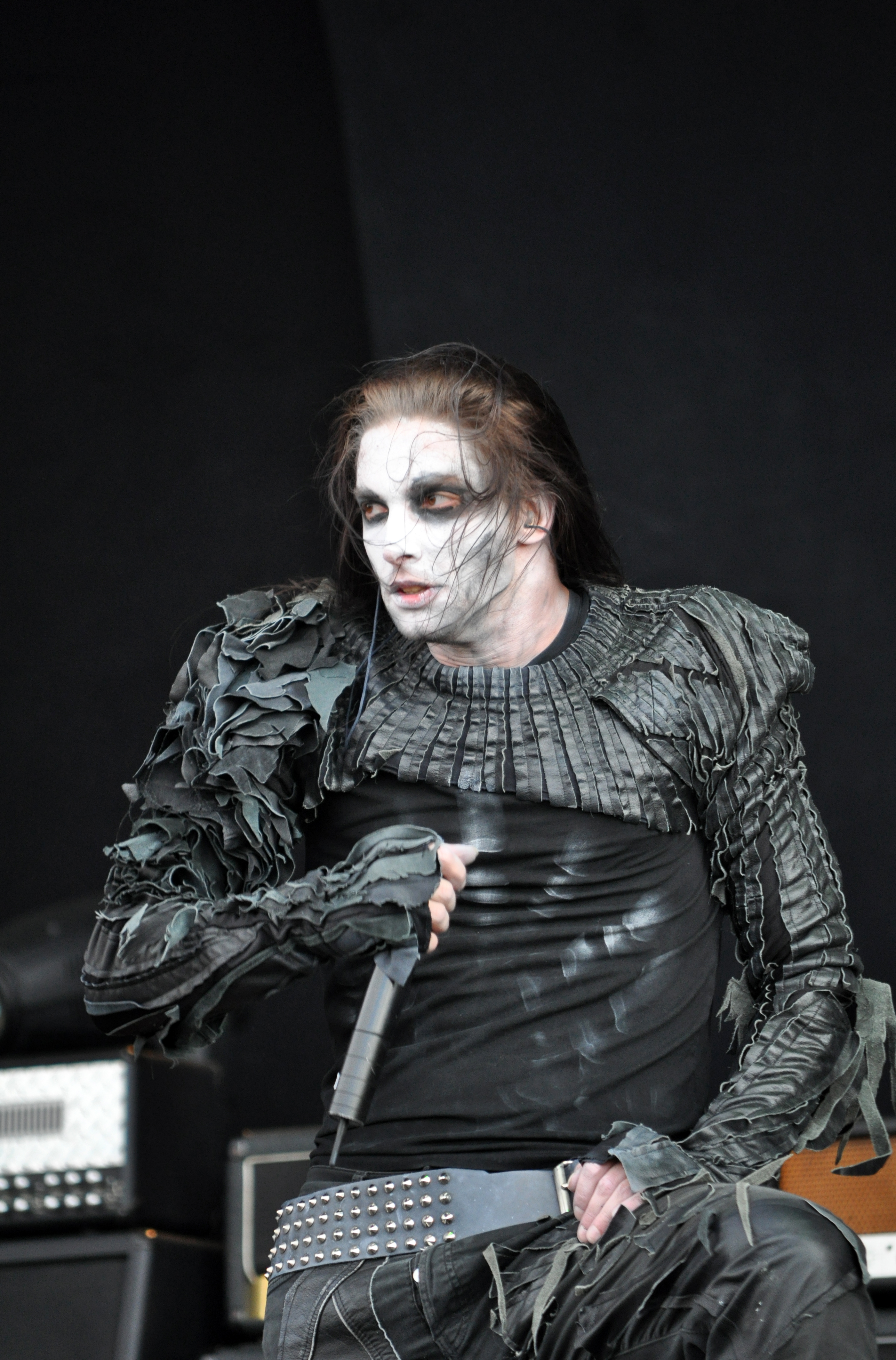
Morean

### 旧メンバー
- Azathoth - ボーカル (1994年-2007年)
後にEudaimonyで活動。
- Njord - ベース (1994年-1997年)
- Charon - ドラム (1994年-1997年)
- Zoltan - ギター (1997年-2000年)
- Crom - ギター/ベース (1997年-2001年)
- Thamüz - キーボード (1997年)
- Paymon - キーボード (1998年-2014年)
脱退後もPhenex不在時はライブ・キーボーディストを務めている。
- Draug - ベース (2000年-2018年)

## ディスコグラフィ

### スタジオ・アルバム
- Tales from Eternal Dusk (2001年)
- Profane Genocidal Creations (2003年)
- Stab Wounds (2004年)
- Séance (2006年)
- Eidolon (2008年)
- Ylem (2010年)
- Venereal Dawn (2014年)
- Spectres from the Old World (2020年)

#### デモ・スプリット
- Rebirth of the Dark Age (1996年) ※デモ
- Towards Immortality(1997年) ※スプリット with バラド・ドゥーア